# Scarabaeus porosus
Scarabaeus porosus là một loài bọ cánh cứng trong họ Bọ hung (Scarabaeidae).